# Venturia lycopodii
Venturia lycopodii är en svampart som tillhör divisionen sporsäcksvampar och som beskrevs av Lennart Holm och Kerstin Holm. 
Venturia lycopodii ingår i släktet Venturia och familjen Venturiaceae. Arten är reproducerande i Sverige.